# 脱スパイクタイヤ推進月間
脱スパイクタイヤ推進月間（だつスパイクタイヤすいしんげっかん）とは、1989年（平成元年）12月にスパイクタイヤ対策行政連絡協議会が開始した、スパイクタイヤ不使用及び凍結路面での安全運転を推進するための月間。
当初はスパイクタイヤ使用禁止の法制化の要望も行っていたが、1990年（平成2年）のスパイクタイヤ粉じんの発生の防止に関する法律の成立を受けて、スパイクタイヤ不使用の啓発活動に重点を移した。
その後、スパイクタイヤ製造・販売の中止及び使用禁止地域の指定により「スパイクタイヤに係る降下ばいじん量については著しい改善」を見せた（平成8年版環境白書）ため活動は縮小し、現在は凍結路面での運転に関する注意喚起などに留まっている。